# Friedrich Born
Friedrich Born (10. června 1903, Langenthal – 14. ledna 1963) byl švýcarský obchodník a diplomat, pověřený zastupováním ekonomických zájmů Švýcarska.

## Mládí
Po základní škole se vyučil mechanikem a poté obchodníkem. Pracoval v Lausanne, Antverpách a později v jedné curyšské dovozní společnosti. Tou byl v roce 1936 pověřen vedením pobočky pro dovoz obilí v Budapešti. Tam také pracoval pro Švýcarskou centrálu pro podporu obchodu. Plynně hovořil mj. německy, francouzsky a maďarsky.

## Činnost za války pro Červený kříž
V květnu 1944 se stal delegátem Mezinárodního výboru Červeného kříže v Budapešti. Tam podporoval židovské obyvatelstvo výstavbou nemocnic, dětských a sirotčích domovů, lidových kuchyní, které byly pod ochranou Červeného kříže. Dále ale i vystavováním ochranných listin Červeného kříže. Po založení budapešťského ghetta do něj přeložil svou kancelář.
V jím vedeném budapešťském zastoupení Červeného kříže zaměstnával především židovské maďarské občany, a prosadil v této okupované zemi, že nemuseli nosit židovské hvězdy. Spolupracoval s příznivci ve vlivných maďarských rodinách a diplomatických kruzích. S jejich pomocí umožňoval výjezd pronásledovaných především do zemí Jižní Ameriky. Podařilo se mu i zabránit odjezdu posledního konvoje.
Svou činností zachránil kolem 11 000 až 15 000 maďarských Židů před deportací.

## Život po válce
V lednu 1945, po vstupu Rudé armády, musel na rozkaz sovětské vojenské správy Budapešť opustit. Tím také v září skončila jeho mise pro Červený kříž. Po návratu do Zollikonu (u Curychu) založil vlastní obchodní firmu.
Zemřel 14. ledna 1963, aniž by kdy svým dětem vykládal o své činnosti pro pronásledované židovské občany Maďarska.

## Ocenění
Dne 5. června 1987 mu byl komisí památníku Jad Vašem posmrtně udělen čestný titul „Spravedlivý mezi národy“.